# Goryphus konishii
Goryphus konishii är en stekelart som beskrevs av Sudheer och T.C. Narendran 2005. Goryphus konishii ingår i släktet Goryphus och familjen brokparasitsteklar. Inga underarter finns listade i Catalogue of Life.